# Waqf
En el dret islàmic, el waqf (de l'àrab وقف, waqf, plural أوقاف, awqāf), també conegut al Magrib com habis (de l'àrab حبس, ḥabis, plural حبوس, ḥabūs), és una donació religiosa inalienable, generalment un edifici o terres ofertes per una persona a religiosos per a obres d'utilitat pública, caritativa o manteniment d'institucions religioses. És una donació en usdefruit a perpetuïtat, que en el món islàmic esdevé inembargable. Si el zakat (almoina) és obligatòria per a tot musulmà, el waqf és opcional; al darrere però hi ha igualment l'esperit d'entrega dels béns a la comunitat de creients i a Déu.